# Cloud Gate
Cloud Gate är en skulptur i rostfritt stål av Anish Kapoor i Millennium Park i Chicago i USA från 2004−06 (invigd 15 maj 2006). Den är rest på taket till restaurangen Park Grill och kallas också The Bean efter sin bönliknande form. 